# Koartikulace
Koartikulace (z lat. co(n)- spolu, dohromady a articulare - článkovat, zřetelně vyslovovat) je vzájemné ovlivňování artikulačních pohybů, ke kterému dochází při výslovnosti sousedních hlásek, potažmo pozměnění (modifikace, akomodace) artikulace (a tím pádem i kvality) vyslovovaných hlásek.
Základní podoba souhlásky je slyšet jen v jejím základním postavení (tedy na začátku přízvukového taktu před samohláskou nebo v intervokalické pozici, mezi samohláskami - například "n" a "k" ve slově [anakonda]), v ostatních pozicích je její znění (kvalita) vždy poněkud ovlivněno jejím okolím, byť zpravidla minimálně a v hovoru neznatelně. V důsledku koartikulace může ale dojít i k historické změně hlásky (například symptom, symbol z řecké předpony syn- (přejaté do latiny), po níž následovala labiála).

## Intervokalické oslabování konsonantů
Intervokalické oslabování konsonantů je jev, při němž se okluzivy mění na hlásky úžinové. Příkladem může být výslovnost [dobrovo] (nezohledňuje se akání) psaného dobrogo v ruštině.